# Escuela Preparatoria W. T. White
La Escuela Preparatoria Warren Travis White es una escuela preparatoria en el noroeste de Dallas, Texas. Como parte del Distrito Escolar Independiente de Dallas, sirve a partes del norte de Dallas, Addison, Carrollton, y Farmers Branch, y nombrada en honor del superintendente de DISD Warren Travis White.

## Historia
Se abrió en 1965. El edificio escolar original tenía una capacidad de 1.600 estudiantes. A partir de 2015, la escuela tenía más de 2.300 estudiantes, 160% de su capacidad. El plantel tenía edificios portátiles de su exceso de estudiantes. En 2015 la junta escolar de DISD aprobó menos de $130 millones por una expansión de 39.045 pies cuadrados y una renovación de la escuela. El estudio de arquitectura primaria es WRA Architects, y un exalumno de W.T. White es el jefe arquitecto. La fecha de terminación es en el otoño de 2017.

## Cultura
Históricamente W. T. White y la Escuela Preparatoria Thomas Jefferson eran, y son, "escuelas rivales". En la década de 1970 las dos preparatorias jugaron entre sí en los juegos de regreso a casa ("homecoming games").